# 白克里尼察 (別里斯拉夫區)

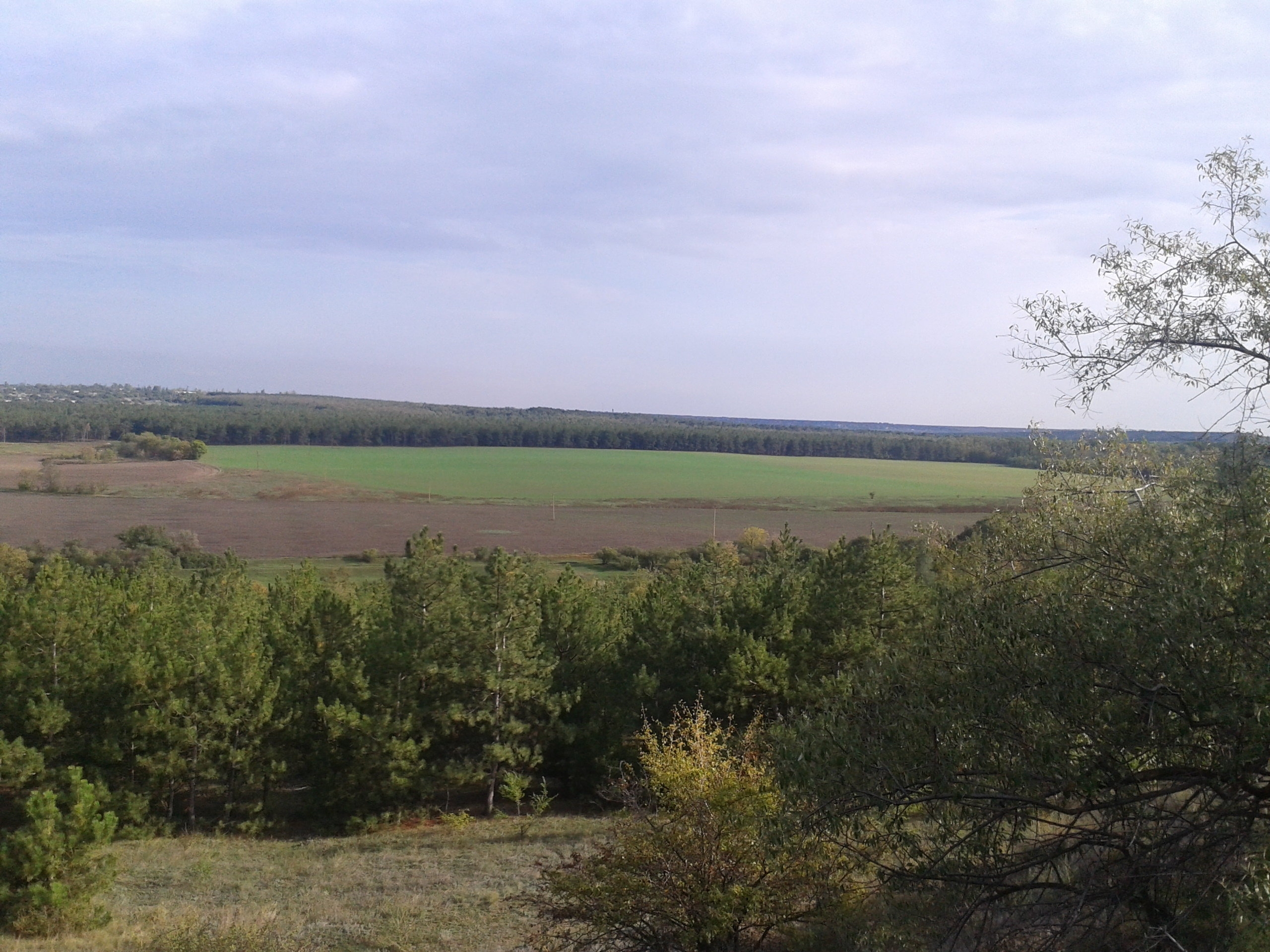
当地风景

白克里尼察（羅馬化：Bila Krynytsia）是烏克蘭南部赫爾松州贝里斯拉夫区大亚历山德里夫卡市镇内的市級鎮。始建於1915年，面積3平方公里，海拔高度14米，2011年人口1,330，人口密度每平方公里443.3人。